# Mali Bubnî, Romnî
Mali Bubnî (în ucraineană Малі Бубни) este localitatea de reședință a comunei Mali Bubnî din raionul Romnî, regiunea Sumî, Ucraina.

## Demografie
Componența lingvistică a localității Mali Bubnî
     Ucraineană (96,87%)
     Rusă (1,57%)
     Română (1,57%)
Conform recensământului din 2001, majoritatea populației localității Mali Bubnî era vorbitoare de ucraineană (96,87%), existând în minoritate și vorbitori de rusă (1,57%) și română (1,57%).